# 寺前巌
寺前 巌（てらまえ いわお、1926年2月20日 - 2020年6月6日）は、日本の政治家。日本共産党名誉役員。

## 略歴
北海道夕張市出身。京都青年師範学校（現、京都教育大学）卒。国鉄機関士、京都府議会議員を経て第32回衆議院議員総選挙に京都府第2区より立候補し初当選。
以降、党中央委員、幹部会委員、国対委員長、常任幹部会委員、両院議員総会会長を歴任。国会では衆議院運輸委員会などに属した。
革新が強い京都において選挙では毎回安定した戦いを続けていたが、第37回衆議院議員総選挙において共産党が寺前と新人の有田光雄の2名を擁立したところ、絵に描いたような共倒れとなり落選した（両者の得票を足せば、1位当選者の得票をはるかに上回っていた）。これは寺前が、自由民主党の国会対策委員と食事をして、対話の場に出たことで、「自民党と一緒にメシを食うとは何事か」と、共産党の中で吊し上げを食らい、干された挙げ句、対立候補の有田をぶつけられたためである。その後第38回衆議院議員総選挙で当選し国政に復帰する。1996年10月、第41回衆議院議員総選挙において小選挙区（京都3区）で9期目の当選を果たす。共産党の小選挙区当選者は寺前の他には高知1区の山原健二郎のみであり、寺前と山原の2人以外、共産党候補の小選挙区当選議員は、2014年の第47回衆議院議員総選挙において沖縄1区の赤嶺政賢まで現れなかった。2000年第42回衆議院議員総選挙に立候補せず、政界から引退した。
2020年6月6日7時16分、老衰のため、京都市内の自宅で死去。94歳没。

## 評価
- 浜田幸一は『日本をダメにした九人の政治家』で共産党の宮本顕治や、党員の行動規制などについて批判しているが、寺前については「一時は話し合いの政治に乗って来そうな気配を見せた」「自民党の国会対策委員と食事をして、対話の時代もあった」と、一定の評価をしていた[2]。